# Повіт Такаока
Пові́т Такао́ка (яп. 高岡郡, たかおかぐん, МФА: [takaoka guɴ]) — повіт в префектурі Коті, Японія. Станом на 1 липня 2012 року його площа становила 1527,65 км². Населення складало 60 695 осіб, а густота населення — 39,7 осіб/км². До складу повіту входять містечка Нака-Тоса, Оті, Сакава, Цуно, Шіманто та Юсухара, а також село Хідака.